# Natali Seelig

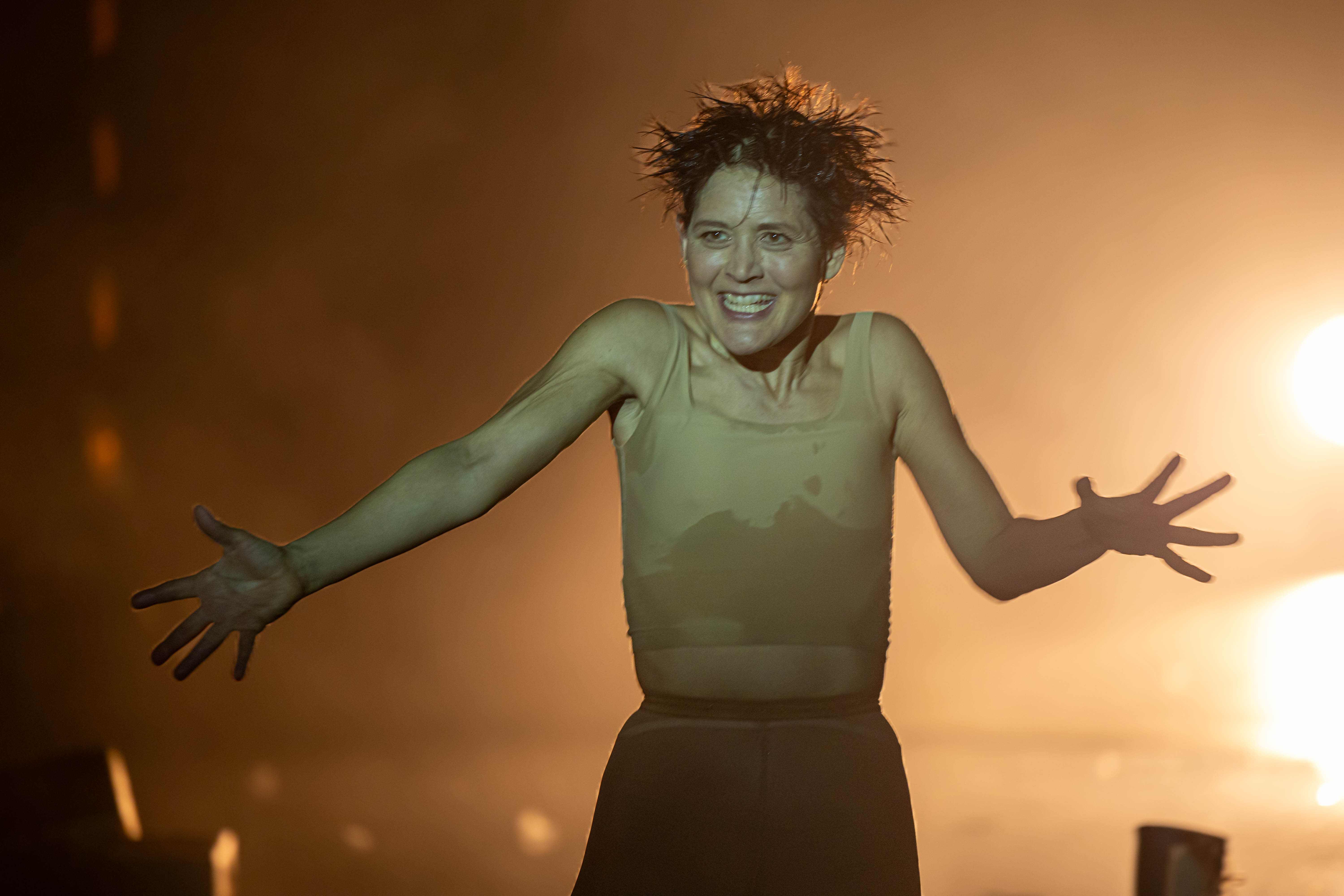
Natali Seelig (2024), Deutsches Theater / Kammer

Natali Seelig (* 1970 in Witten) ist eine deutsche Schauspielerin.

## Leben
Sie wuchs in Ulm, Basel und Liverpool auf, danach lebte sie in Hongkong und in der Eifel. Ihre Ausbildung erhielt Seelig an der Otto-Falckenberg-Schule in München, und 1992 trat sie ihr erstes Engagement am Staatstheater Hannover an. 1993 ging sie zum Bayerischen Staatsschauspiel.
Hier erhielt sie für ihre Darstellung der Hedwig Ekdal in Die Wildente 1994 den Bayerischen Förderpreis für Darstellende Kunst. Weitere Rollen hier waren unter anderem Viola in Was ihr wollt (1995) und das Mädchen in Draußen vor der Tür (1996), wobei sie erstmals mit Regisseur Andreas Kriegenburg zusammenarbeitete. Kriegenburg führte auch Regie, als sie Adela in García Lorcas  Bernarda Albas Haus (1997), die Blinde in Dea Lohers Blaubart – Hoffnung der Frauen (Uraufführung 1997), die Gouvernante in Büchners Leonce und Lena (1998), die Titelrolle in Penthesilea (1999), Debuisson in Heiner Müllers Der Auftrag, Julie in Dantons Tod und Lulu in Frank Wedekinds Lulu darstellte.
1998 wurde sie in der jährlichen Umfrage der Zeitschrift Theater heute zur Schauspielerin des Jahres gewählt. 1999 wechselte sie mit Kriegenburg an das Burgtheater in Wien. Zwischen 2002 und 2009 gehörte sie zum Ensemble des Thalia Theaters in Hamburg. Hier stand sie unter anderem als Marwood in Miss Sara Sampson von Lessing, Lady Macbeth in Macbeth, Gräfin Orsina in Emilia Galotti, Frau John in Die Ratten und Johanna in Die Jungfrau von Orléans auf der Bühne. Seit 2009 ist sie festes Ensemblemitglied am Deutschen Theater Berlin.
Im Film und Fernsehen war sie bisher eher selten zu sehen.

## Filmografie
- 1995: Hades
- 1995: Nach Fünf im Urwald
- 1996: Schöne G’schichten mit Helmut Fischer: Ein feiner Herr
- 1996: Der Mann ohne Schatten (Serie)
- 1996: Einen schönen Tag noch, Mörder (Serie Derrick)
- 1996: Ein Richter in Angst (Serie Anwalt Abel)
- 1997: Verlorener Platz (Serie Derrick)
- 1997: Der Tod schreibt das Ende (Serie Der Alte)
- 2000: Das Geheimnis der Zeugin (Serie Anwalt Abel)
- 2001: Hexe im Feuer (Serie Siska)
- 2002: Die Lüge (Serie Der Alte)
- 2007: Der Sonnenhof

## Hörspiele (Auswahl)
- 2014: Heinrich von Kleist: Frauen Geschichten: Radio Penthesilea. Frei nach Motiven aus Heinrich von Kleists Drama Penthesilea – Produktion, Bearbeitung und Regie: Julia Wissert; Katrin Herm; Peter Blum; David Schnaegelberger; Klaus Buhlert (Hörspielbearbeitung – SWR/Mozarteum Salzburg)